# Neomymar
Neomymar is een geslacht van vliesvleugeligen uit de familie Mymaridae. De wetenschappelijke naam van dit geslacht is voor het eerst geldig gepubliceerd in 1913 door Crawford.

## Soorten
Het geslacht Neomymar omvat de volgende soorten:
- Neomymar gusar Triapitsyn, Berezovskiy & Huber, 2006
- Neomymar isacaelestum Triapitsyn, Berezovskiy & Huber, 2006
- Neomymar komar Trjapitsyn, Berezovskiy & Huber, 2006
- Neomymar korsar Triapitsyn, Berezovskiy & Huber, 2006
- Neomymar mirabilicorne (Ogloblin, 1939)
- Neomymar pozhar Triapitsyn, Berezovskiy & Huber, 2006
- Neomymar soror (Ogloblin, 1939)
- Neomymar vierecki Crawford, 1913
- Neomymar zuparkoi Triapitsyn, Berezovskiy & Huber, 2006